# NGC 7702
NGC 7702 is een lensvormig sterrenstelsel in het sterrenbeeld Phoenix. Het hemelobject werd op 28 oktober 1834 ontdekt door de Britse astronoom John Herschel.

## Synoniemen
- ESO 192-9
- PGC 71829